# Turcio Rufio Aproniano Asterio
Flavio Turcio Rufio Aproniano Asterio (latino: Flavius Turcius Rufius Apronianus Asterius; fl. 483-494) è stato un politico e letterato romano vissuto sotto il regno degli Ostrogoti.

## Biografia
Discendeva dai Turci Aproniani, una famiglia importante del IV secolo, ed era imparentato con i Rufii. Tra il 476 e il 483 ricevette un posto riservato nel Colosseo, attestato da un'iscrizione (CIL VI, 32203).
Vir clarissimus, ricevette il titolo onorario di comes domesticorum protectorum, che gli permise di ottenere il rango di vir inlustris. Successivamente raggiunse il rango di comes privatarum largitionum, per divenire, prima del 494, praefectus urbi; in quell'anno è attestato come console e patricius.
Sempre nel 494 pubblicò un'edizione, revisionata e con l'introduzione della punteggiatura, delle Egloghe di Virgilio, in cui accluse degli epigrammi con i quali affermava che l'edizione era stata completata malgrado l'impegno dei giochi consolari. In quello stesso anno, o dopo il consolato, pubblicò il Paschale carmen di Sedulio: è stato proposto che Asterio, come Vettio Agorio Basilio Mavorzio dopo di lui, intendesse pubblicare due edizioni parallele e affidabili di un classico pagano e di un contemporaneo cristiano.